# FIFA Manager (серия игр)
FIFA Manager, FIFAM, FM — серия компьютерных игр в жанре футбольного менеджера.

## История
Свою историю серия ведёт с 1997 года, когда компания DICE Computer Games разработала футбольный менеджер FIFA Soccer Manager по заказу Electronic Arts. В октябре того же года компания Electronic Arts выпустила его под одной из своих торговых марок EA Sports. Через год вышло продолжение игры под названием The FA Premier League Football Manager 99 (2000—2002). Такое название игра имела до 2001 года. В 2002 году игра сменила название на Total Club Manager (TCM 2003—2005), под которым выходила вплоть до 2004 года.
В 2005 году игра получила своё нынешнее название FIFA Manager. Первой ласточкой был FIFA Manager 06. Он и заложил структуру нынешней версии игры. Его разработку уже самостоятельно проводила немецкая студия Bright Future.
Своё прежнее название игра сохранила в Испании, где она по-прежнему выпускается как Total Club Manager. Во Франции игра выпускается под названием LFP Manager, а в Германии как Fussball Manager. Во всем остальном мире FIFA Manager выходит под своим обычным названием.

## Описание
Главные особенности игры: это полный контроль над футбольным клубом — начиная от тренировки и тактики, заканчивая управлением всей обширной инфраструктурой клуба.
Игрок может заниматься трансферами в самых различных вариантах (вплоть до обменов с доплатой), управлять клубными и частично городскими постройками (для этих целей в игру встроен своеобразный мини-SIM CITY), а также строить стадионы.
Большое внимание уделено проработке опций ротации состава и тактики.
Отдельного внимания заслуживает 3D-матч. Используется движок от FIFA.
База данных включает более 3600 клубов и 31 000 игроков. Более 9000 из этих игроков снабжены фотографиями, а несколько сотен — ещё и XXL-картинками.

## Игры серии

### The FA Premier League Football Manager (1998—2001)
- The FA Premier League Football Manager 99
- The FA Premier League Football Manager 2000
- The FA Premier League Football Manager 2001
- The FA Premier League Football Manager 2002

### Total Club Manager (2002—2004)
- Total Club Manager 03
- Total Club Manager 04
- Total Club Manager 05

### FIFA Manager (1997, 2006—2013)
- FIFA Soccer Manager (1997)
- FIFA Manager 06
- FIFA Manager 07
- FIFA Manager 08
- FIFA Manager 09
- FIFA Manager 10
- FIFA Manager 11
- FIFA Manager 12
- FIFA Manager 13
- FIFA Manager 14

## Заморозка серии
23 ноября 2013 года основатель серии Геральд Кёхлер опубликовал открытое письмо, в котором заявил, что FIFA Manager 14 стала последней игрой в серии, изданной ЕА Sports.